# Paul Dolan
Paul Joseph Dolan, född 7 juli 1958, är en amerikansk advokat och företagsledare. Han är kontrollerande ägare, styrelseordförande och VD för basebollorganisationen Cleveland Guardians i Major League Baseball (MLB).
Dolan avlade en kandidatexamen vid St. Lawrence University och en juristexamen vid Notre Dame Law School. Efter det arbetade han för advokatbyrån Thrasher, Dinsmore & Dolan, som sin far Larry Dolan delgrundade. 1992 blev han delägare i den. 2000 köpte Dolan tillsammans med fadern, brodern Matt Dolan och farbrodern Charles Dolan Indians, som var klubbens dåvarande smeknamn, från bröderna Richard och David Jacobs för $320 miljoner. Dolan blev först vicepresident och chefsjurist, för att fyra år senare bli befordrad till president. 2010 blev han utsedd till styrelseordförande och VD för Indians. 2013 blev Dolan utsedd av sin far till kontrollerande ägare för Indians, något som accepterades av MLB.
Dolan sitter också som ledamot i koncernstyrelsen för livsmedelsföretaget The J.M. Smucker Company sedan 2006. Han har också varit det för Cablevision Systems Corporation och The Madison Square Garden Company.
Han är kusin till James L. Dolan, som kontrollerar bland annat inomhusarenan Madison Square Garden och sportorganisationerna New York Knicks (NBA) och New York Rangers (NHL).